# العلاقات الأسترالية المارشالية
العلاقات الأسترالية المارشالية هي العلاقات الثنائية التي تجمع بين أستراليا وجزر مارشال.

## مقارنة بين البلدين
هذه مقارنة عامة ومرجعية للدولتين:
| وجه المقارنة                                              | أستراليا                                   | جزر مارشال                     |
| --------------------------------------------------------- | ------------------------------------------ | ------------------------------ |
| المساحة (كم2)                                             | 7.69 مليون                                 | 181                            |
| عدد السكان (نسمة)                                         | 24.51 مليون                                | 53.13 ألف                      |
| الكثافة السكانية (ن./كم²)                                 | 3.19                                       | 29.35 ألف                      |
| العاصمة                                                   | كانبرا، ملبورن                             | ماجورو                         |
| اللغة الرسمية                                             | لغة إنجليزية                               | لغة إنجليزية، اللغة المارشالية |
| العملة                                                    | دولار أسترالي، جنيه إسترليني، جنيه أسترالي | دولار أمريكي                   |
| الناتج المحلي الإجمالي (بليون دولار)                      | 1.32 تريليون                               | 199.40 مليون                   |
| الناتج المحلي الإجمالي (تعادل القوة الشرائية) بليون دولار | 1.10 تريليون                               | 207.25 مليون                   |
| الناتج المحلي الإجمالي الاسمي للفرد دولار أمريكي          | 56.31 ألف                                  | 3.38 ألف                       |
| الناتج المحلي الإجمالي للفرد دولار أمريكي                 | 45.92 ألف                                  | 3.80 ألف                       |
| مؤشر التنمية البشرية                                      | 0.939                                      |                                |
| رمز المكالمات الدولي                                      | +61                                        | +692                           |
| رمز الإنترنت                                              | .au                                        | .mh                            |
| المنطقة الزمنية                                           |                                            | ت ع م+12:00                    |

## منظمات دولية مشتركة
يشترك البلدان في عضوية مجموعة من المنظمات الدولية، منها:
| علم المنظمة | اسم المنظمة                   | تاريخ انضمام أستراليا | تاريخ انضمام جزر مارشال |
| ----------- | ----------------------------- | --------------------- | ----------------------- |
|             | يونسكو                        | 4 نوفمبر 1946         | 30 يونيو 1995           |
|             | مؤسسة التمويل الدولية         | 20 يوليو 1956         | 23 سبتمبر 1992          |
|             | بنك التنمية الآسيوي           | 1966                  | 1990                    |
|             | منظمة حظر الأسلحة الكيميائية  | ?                     | ?                       |
|             | مؤسسة التنمية الدولية         | 24 سبتمبر 1960        | 19 يناير 1993           |
|             | الاتحاد الدولي للاتصالات      | 27 مايو 1878          | 22 فبراير 1996          |
|             | منظمة الشرطة الجنائية الدولية | ?                     | ?                       |
|             | الأمم المتحدة                 | 1 نوفمبر 1945         | 17 سبتمبر 1991          |
|             | البنك الدولي للإنشاء والتعمير | 5 أغسطس 1947          | 21 مايو 1992            |

## وصلات خارجية
- موقع وزارة الخارجية الأسترالية